# Vaspör
Vaspör is een plaats (község) en gemeente in het Hongaarse comitaat Zala. Vaspör telt 408 inwoners (2001).

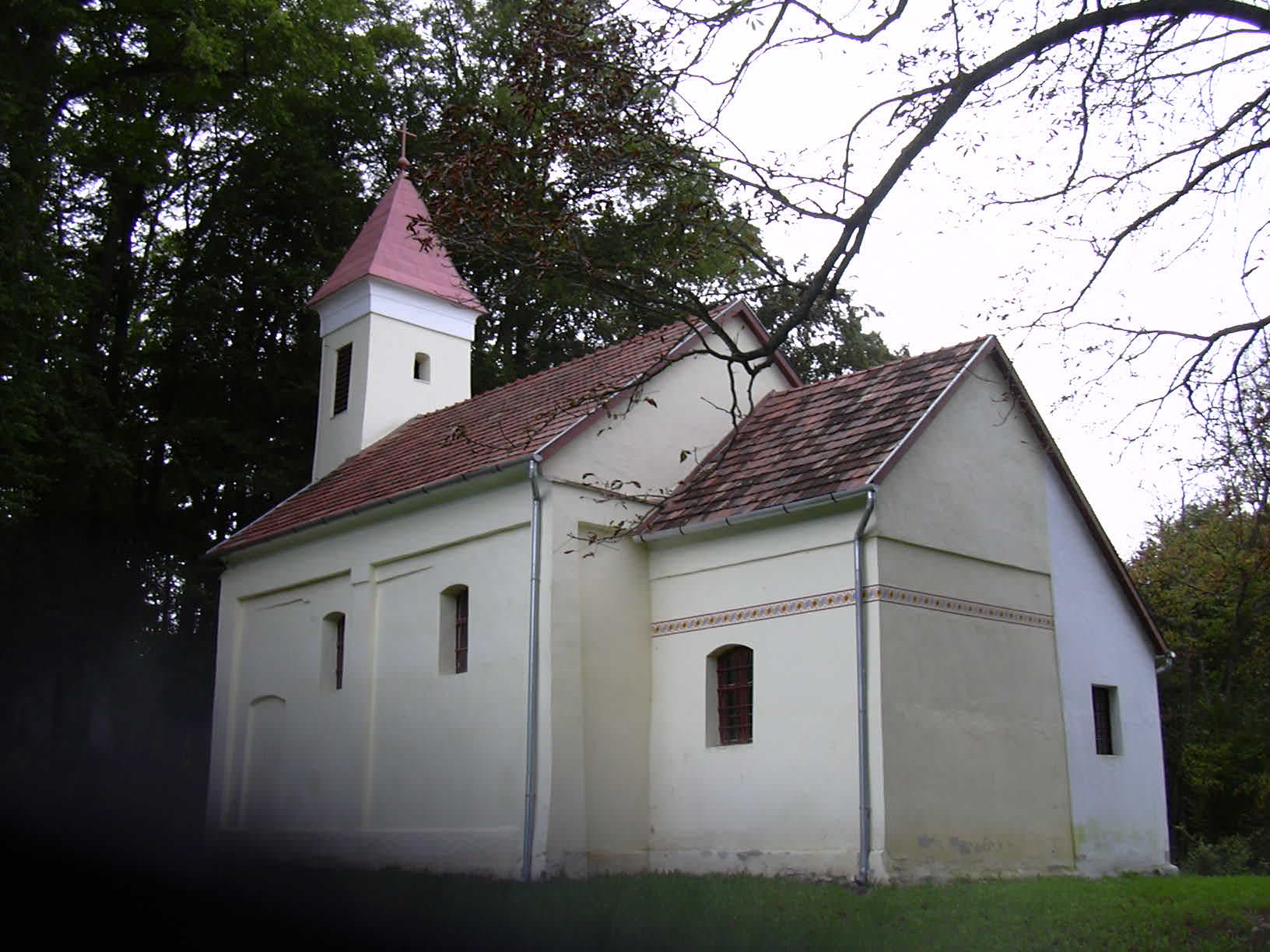
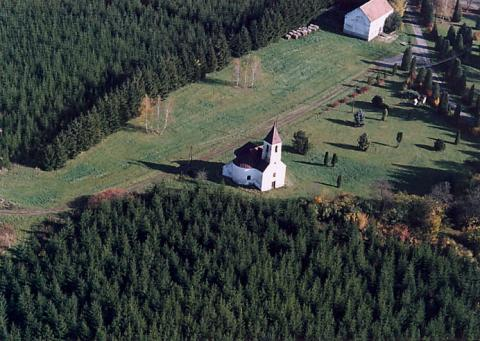